# Freundeskreis Deutsche Politik
Der Verein Freundeskreis Deutsche Politik (FK) war eine Nebengruppierung der Aktionsfront Nationaler Sozialisten/Nationale Aktivisten (ANS/NA). 

## Geschichte
Der Freundeskreis Deutsche Politik wurde im März 1983 durch einen „Organisationsbefehl“ von Michael Kühnen ins Leben gerufen. Die Organisation wurde von Otto Riehs geleitet, für die politischen Arbeit war Generalsekretär Thomas Brehl zuständig. Aufgabe des FK sollte es sein, Anhänger zu organisieren, die sich aus Altersgründen oder beruflichen Gründen nicht offen als Mitglieder der ANS/NA zeigen konnten. Daneben sollten Spenden für politische Aktionen angeworben werden. Er wurde gemeinsam mit der ANS/NA am 24. November 1983 vom damaligen Innenminister Friedrich Zimmermann verboten und am 7. Dezember desselben Jahres infolge des Urteils zwangsaufgelöst.
Gemeinsam mit dem Freundeskreis Deutsche Politik wurden gemäß Art. 9 Abs. 2 GG (Artikel 9, Absatz 2 im Grundgesetz) im selben Erlass auch folgende weitere rechtsextreme Vereine verboten und aufgelöst:
- Aktion Ausländerrückführung – Volksbewegung gegen Überfremdung und Umweltzerstörung (AAR)
- ANS-Betriebszellenorganisation (ANS/BO)
- ANS/NA-Mädelbund
- Unabhängiger Pfadfinderbund Nibelungen
- Völkisch Nationaler Solidaritätsbund

Auch bei diesen handelte es sich um Unterorganisationen bzw. Nenengruppierungen der ANS/NA.